# غريغوري ماغيري
غريغوري ماغيري (بالإنجليزية: Gregory Maguire)‏ (9 يونيو 1954، ألباني في الولايات المتحدة)؛ كاتب للأطفال، كاتب وروائي أمريكي.

## روابط خارجية
- غريغوري ماغيري على موقع IMDb (الإنجليزية)
- غريغوري ماغيري على موقع الموسوعة البريطانية (الإنجليزية)
- غريغوري ماغيري على موقع ميوزك برينز (الإنجليزية)
- غريغوري ماغيري على موقع قاعدة بيانات برودواي على الإنترنت (الإنجليزية)
- غريغوري ماغيري على موقع قاعدة بيانات الفيلم (الإنجليزية)